# Херкулес (минисериал)
„Херкулес“ (на английски: Hercules) е американски минисериал, описвайки живота на легендарния гръцки герой, Херакъл, наречен Херкулес в тази серия. Най-често се излъчва по телевизията като минисериал от две части: първата част документира ранния му живот в Тиринс и желанието и брака му с дамата Мегара; втората част следва по-широко признатата част от живота му, търсейки изкупление за убийството на семейството му, причинено от лудост.
Серията включва убийството на семейството на Херкулес, което обикновено не е включено в съвременните интерпретации на характера, и включва пет от дванадесетте си труда от гръцката митология. Серията променя някои от елементите на митовете, включително поставянето на гиганта Антаус като негов баща, докато в гръцки митове баща му бил царят на боговете, Зевс.

## Български дублажи
| Озвучаващи артисти  | Татяна Захова Ани Василева Таня Димитрова Владимир Пенев Борис Чернев Васил Бинев |
| Преводач            | Боряна Петрова-Дешева                                                             |
| Тонрежисьор         | Наталия Василева                                                                  |
| Режисьор на дублажа | Красимир Куцупаров                                                                |

| Озвучаващи артисти | Йорданка Илова Силвия Русинова Даниела Сладунова Александър Воронов Светозар Кокаланов Александър Митрев |